# Иван Марковски
Иван Спасов Марковски (1885 – 1972) е изтъкнат български богослов библеист и дългогодишен преподавател и декан в Богословския факултет на Софийския университет. Основоположник и ръководител на катедра „Свещено писание на Стария завет" (1924 – 1960). Автор на около 70 студии, няколко курса (по исагогика и библейска археология), както и множество статии в периодичния печат. В периода 1945 – 1952 година е главен редактор на "Църковен вестник“.

## Творчество
- Библейска археология, II, С., Университетска печатница, 1948
- Въведение в Свещеното Писание на Вехтия Завет, част 1, С., 1932
- Частно въведение в Свещеното Писание на Вехтия Завет, С., 1957
- Мирогледът на вехтозаветния човек (според Библията). – ГБФ, т. VII
- Богатство и величие на Вехтия завет. – ДК, 1955, 1957.
- Върху някои неверни представи и схващания за Палестина и светите места в нея, С., Богословски годишник, т. XI, 1934
- Пътеводител по светите места в Палестина, 1935